# 横扫千星
《横扫千星》是一款2014年上市的即時戰略遊戲，由UBER開發。本遊戲是一次眾籌募資行動，開發人員中有不少《橫掃千軍》遊戲的愛好者，所以整體遊戲有《橫掃千軍》續作的風格，也為該系列當年的獨創性但最後終止續作彌補了遺憾，除了實體DVD版本外目前已經在steam平台發售。
遊戲內容是玩家控制一個機械智能指揮官，該初始機器人會使用奈米科技不斷製造更多各式機械兵種，目標是征服星球打倒其他指揮官。後續推出的泰坦資料片增加了巨型泰坦單位等一些新單位。